# Nomus – Nowe Muzeum Sztuki
Nomus – Nowe Muzeum Sztuki – muzeum sztuki współczesnej w Gdańsku, zlokalizowane na postoczniowych terenach, działające jako oddział Muzeum Narodowego w Gdańsku. Placówka ta jest najmłodszym muzeum sztuki współczesnej w Polsce (stan na 2022).

## Historia
W 2015 w wyniku wspólnej inicjatywy prezydenta miasta Gdańska Pawła Adamowicza, marszałka województwa pomorskiego Mieczysława Struka oraz Minister Kultury i Dziedzictwa Narodowego Małgorzaty Omilanowskiej, zapadła decyzja o utworzeniu NOMUS – Nowego Muzeum Sztuki jako działu Muzeum Narodowego w Gdańsku.
W 2016 miasto Gdańsk za 3 miliony złotych zakupiło budynek przy ul. Jaracza 14, który jest obecnie siedzibą muzeum.
Otwarcie Muzeum miało miejsce 22 października 2021 po niemal 7 latach przygotowań.
Miejsce to jest pierwszym w historii Gdańska muzeum gromadzącym stałą kolekcję sztuki współczesnej.

## Gmach Nomus – Nowego Muzeum Sztuki
Gmach w którym obecnie mieści się muzeum, powstał w czasie II wojny światowej pod szkołę mającą kształcić stoczniowców. Po wojnie w budynku mieściła się szkoła zawodowa należąca do Stoczni Gdańskiej. W latach 90. wskutek prywatyzacji stoczni szkoła została zamknięta, zaś budynek został opuszczony. Od 2004 w budynku tym swoją siedzibę miała pozarządową organizacja – Instytut Sztuki Wyspa. Budynek do końca 2014 był we władaniu tej organizacji. W 2016 budynek zakupiło miasto Gdańsk.

## Kierownicy
- Aneta Szyłak (21 października 2021-31 grudnia 2021)[6]
- vacat (1 stycznia 2022-16 maja 2023)[7]
- Aleksandra Grzonkowska (od 16 maja 2023)[8][9][10][11]